# ام‌تی‌او
ام‌تی‌او (انگلیسی: MTO) شرکت بازی ویدئویی ژاپنی است، که در سال ۱۹۹۶ تأسیس شد.